# ELSAH
ELSAH는 2017년 뉴 프론티어 계획에 제안된 엔셀라두스 탐사선이다. 목적은 생명체 존재 가능성과 생명체의 유무를 탐색하고, 샘플을 가져오는 것이다. 그러나 2017년 12월 뉴 프론티어 계획의 탐사선으로 드래곤플라이와 CAESAR가 선정되며 취소되었다.

## 역사와 제작배경
뉴 프론티어 계획에 저비용 엔셀라두스 탐사선으로 제안되었으며, 연구비를 지원받았으나 2017년 12월 드래곤플라이와 CAESAR가 선정되며 취소되었다.

## 지원, 개발, 투자
- NASA
- JPL
- GSFC
- ASFC

## 같이 보기
- 엔셀라두스 탐사선
- 엔셀라두스 생명체 탐사선
- 엔셀라두스 및 타이탄 탐사선
- JET (우주선)
- LIFE (우주선)